# Erkundungs- und Lotsengruppe
Die Erkundungs- und Lotsengruppen (ErkLoGr) gehörten zur Führung im Katastrophenschutz nach Maßgabe des Bundes. Sie waren also Teil des Zivil- bzw. Bevölkerungsschutzes. Die Erkundungs- und Lotsengruppen dienten der Erkundung sowie Schadensermittlung für Abschnitts- oder Einsatzleitung (einschließlich Führungsstab), der Meldung von ABC- und anderen Beobachtungen sowie der Einweisung anderer Einheiten.
Eine Erkundungs- und Lotsengruppe bestand personell aus einem Führer, einem stellvertretenden Führer, zwei Erkundern mit Unterführerqualifikation und vier Kradfahrern/Sprechfunkern (Gesamtstärke: 1/3/4/8). Insgesamt besetzte eine entsprechende Gruppe vier Krads mit zwei Sprechfunkgerätesätzen. Die Gruppe besaß außerdem zwei Spürausstattungen für chemische Agenzien, ein Strahlendosimeter, Meldetaschen, Fernrohre, Kartenmaterial sowie Kompasse.
Dieses Bundeskonzept für eine Erkundungs- und Lotsengruppe existiert gemäß dem Gesetz zur Neuordnung des Zivilschutzes (ZSNeuOG) heute nicht mehr.
Ebenfalls unter dem Namen Lotsengruppe werden Facheinheiten der Feuerwehren bezeichnet, die im Rahmen von regulären Einsätzen, also außerhalb des Katastrophen-, Zivil- oder Bevölkerungsschutzes, eingesetzt werden. Aufgabe dieser Lotsengruppe ist regelmäßig zweigeteilt:
1. Zum einen wird ein Bereitstellungsraum eingerichtet und von Mitgliedern der Lotsengruppe betrieben.
2. Zum anderen wird die Anfahrt von den Zubringerstraßen in den Bereitstellungsraum bzw. von dort zur Einsatzstelle markiert.

Ergänzend zu den Schildern oder Hinweisen können auch Krads oder kleinere Einsatzfahrzeuge mit geringem taktischen Einsatzwert als Lotsenfahrzeug vorausfahren und so den vorgesehenen Weg zeigen.